# Лекс Лютор (Расширенная вселенная DC)
Александр Джозеф «Лекс» Лютор-младший (англ. Alexander Joseph "Lex" Luthor, Jr.) — персонаж Расширенной вселенной DC (DCEU), основанный на одноимённом суперзлодее DC Comics. Его роль исполняет Джесси Айзенберг. Лютор впервые появляется в фильме «Бэтмен против Супермена: На заре справедливости» (2016), натравливая Бэтмена и Супермена друг на друга в попытке уничтожить обоих. Он также ненадолго появляется в фильме «Лига справедливости» (2017) и её режиссёрской версии 2021 года. Версия Лекса Лютора в исполнении Айзенберга была описана как неортодоксальная по сравнению с большинством изображений персонажа, а его игра в «Бэтмене против Супермена» в то время получила смешанные отзывы, хотя более поздние ретроспективные обзоры были более положительными.

## Создание персонажа и исполнение

### За кадром

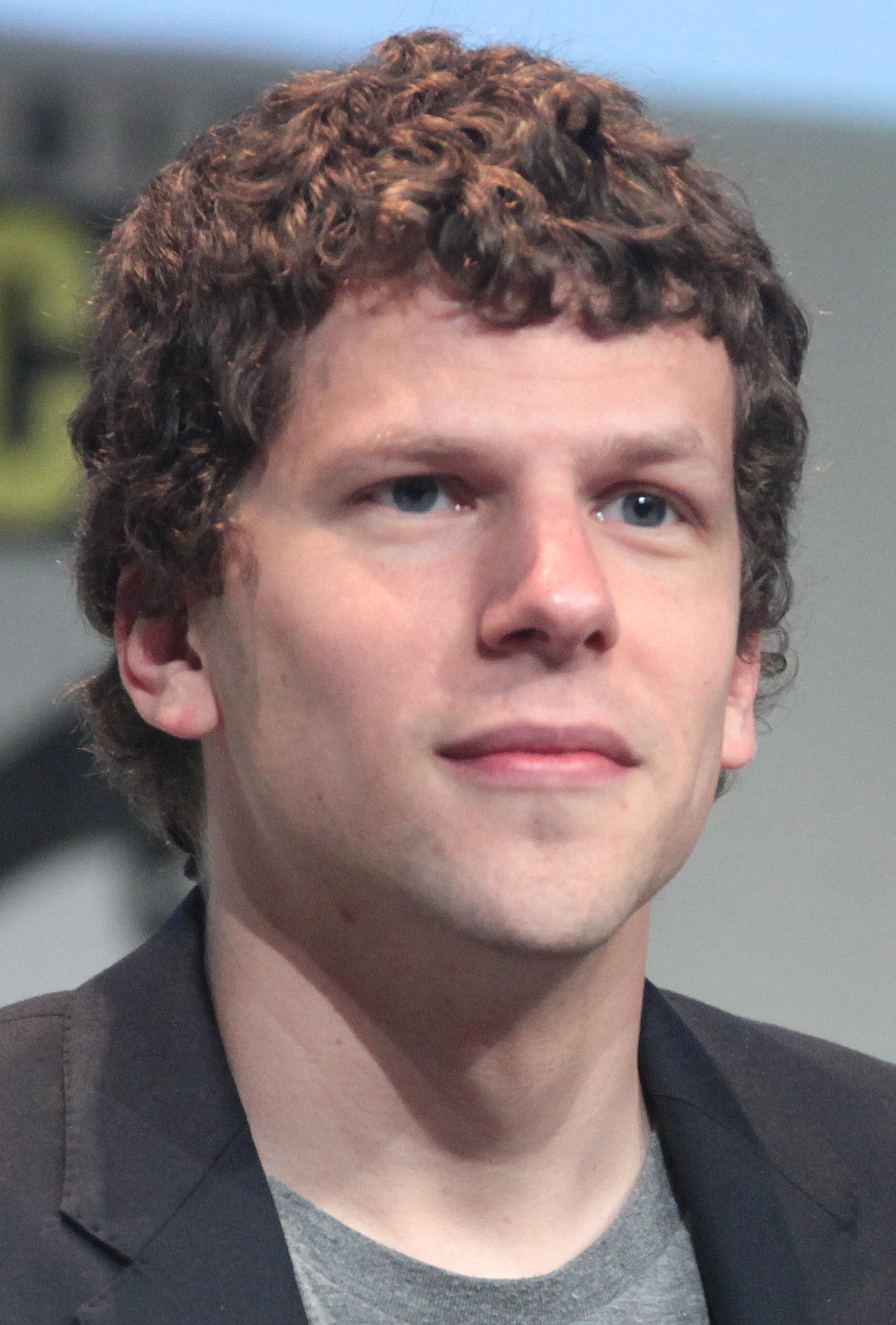
Джесси Айзенберг в 2015 году

31 января 2014 года сообщалось, что актёр Джесси Айзенберг получил роль Лекса Лютора, одного из злейших врагов Супермена, в фильме DCEU «Бэтмен против Супермена: На заре справедливости». Сценарист Дэвид С. Гойер говорил о персонаже сиквела «Человека из стали» как о миллиардере, похожем на Билла Гейтса. Режиссёр Зак Снайдер говорил о том, что видел в современном подходе к персонажу сочетание Ричарда Брэнсона и Брэда Питта. Айзенберг также сыграл реального миллиардера/предпринимателя Марка Цукерберга в фильме «Социальная сеть», что отметил Кейз Викман из MTV и использовал его для сравнения Лютора и Цукерберга, особенно с учётом того, что последний изображён безжалостным в упомянутом фильме.
Айзенберг признался в интервью Крису Ван Влиту после выхода фильма, что сначала он «понятия не имел», на какого персонажа он пробовался, и выразил сомнение, когда Снайдер позже сказал, что это был Лекс Лютор, хотя позже он согласился, прочитав сценарий. Он заявил, что в роли Лютора «было всё, что мне действительно нравится в персонаже. Это был своего рода парень, который кажется эксцентричным и, возможно, милым публике, но внутри действительно таит эти ужасные чувства. И я подумал: „Я мог бы сыграть этого персонажа действительно хорошо.“» По состоянию на 2020 год Айзенберг оставался открытым для того, чтобы снова сыграть Лютора в кино.

### Характеризация и анализ
Лекса Лютора часто считают самым печально известным из соперников Супермена, его сомнительная репутация предшествовала ему с 1940 года. Что замечательного в Лексе, так это то, что он существует за пределами стереотипного гнусного злодея. Он сложный и утончённый персонаж, чей интеллект, богатство и известность делают его одним из немногих смертных, способных бросить вызов невероятной мощи Супермена. Наличие Джесси в роли позволяет нам исследовать эту интересную динамику, а также направить персонажа в некоторых новых и неожиданных направлениях.— Зак Снайдер
Версия Лютора DCEU, изображённая в фильме «Бэтмен против Супермена: На заре справедливости», заметно отличается от большинства изображений в комиксах, а также от изображения персонажа Джином Хэкменом в серии фильмов о Супермене 1978-87 годов. Лютор представляет себя на публике с приветливым, но безумным видом технического братана на публике, подобно Цукербергу. Однако на самом деле он является коварной, параноидальной фигурой с социопатическими наклонностями, одержимый желанием свергнуть Супермена. Его также характеризуют как мизотеиста, ненавидящего Бога и других богоподобных существ, таких как Супермен, поскольку он считает, что боги не смогли защитить его от жестокого обращения, полученного от его отца, Лекса Лютора-старшего (упомянутого Лютором как «Лекс за LexCorp»). Айзенберг предпринял попытку отличить свой взгляд на персонажа от взгляда Хэкмена и Кевина Спейси, а также утверждает, что его персонаж рассматривает Супермена как подлинную угрозу человечеству, а не просто как кого-то, кого нужно уничтожить. Screen Rant отметил, что Лютор, изображённый в «Бэтмене против Супермена», имеет сходство с другой более молодой версией Лютора в серии комиксов Супермен: Рождение, который, как и Лекс Лютор из «Тайн Смолвиля», был изображён как «маниакальный и неуклюжий», в дополнение к психическому расстройству.
Также, в отличие от большинства изображений Лекса Лютора, версия Айзенберга изображена с подлинными волосами до плеч, а не с естественной лысиной, хотя он приобретает свой лысый вид из комиксов после того, как его начисто побрили в тюрьме в конце «Бэтмена против Супермена», и сохраняет его в обеих версиях «Лиги справедливости». Несмотря на это, в комиксах было несколько случаев, когда Лютор изображался с волосами, в том числе в Superman #10, где Супербой случайно вызывает облысение Лютора, и в более поздних комиксах, где незаконнорождённый сын Лютора, Лекс Лютор II, изображён с полной шевелюрой.
В анализе фильма «Бэтмен против Супермена» кинокритик Джордан Джонсон пишет, что Лютор Айзенберга олицетворяет бессмысленность и эго человечества, которое находится под угрозой из-за существования богоподобного Супермена. Он пишет, что «кастинг Джесси Айзенберга, явно напоминающий его образ Facebook-магната Марка Цукерберга, обновляет Лютора как, возможно, первого по-настоящему миллениального кинозлодея: светского, высокомерного, титулованного, самовлюблённого, одержимого в своём стремлении разрушить ценности старой гвардии». В 2020 году Трэвис Бин из «Forbes» высказал мнение, что характеризация Лютора в фильме была частью «комментария к кажущемуся вечным морально-духовно-культурному конфликту нашего общества» и что Лютор конкретно олицетворял «безудержное эго молодого поколения и отсутствие веры в человечество» по сравнению с Суперменом Генри Кавилла и Бэтменом Бена Аффлека.

## Появления

### «Человек из стали»
Хотя Лекс Лютор не появляется в фильме, он и «LexCorp» упоминаются в фильме во время финальной битвы Супермена с генералом Зодом в Метрополисе, когда Зод швыряет в Супермена автоцистерну «LexCorp».

### «Бэтмен против Супермена: На заре справедливости»
Лютор представлен как молодой, эксцентричный бизнесмен, одержимый идеей уничтожить Супермена. Создавая благоприятный общественный имидж, Лютор тайно манипулирует определёнными событиями, такими как наём русского мафиози Анатолия Князева, чтобы подбросить доказательства массового убийства Суперменом солдат африканского военачальника, пока супергерой спасает Лоис Лейн, что приводит к тому, что Человек из стали попадает под пристальное внимание. Он также начинает искать криптонит, созданный в результате попытки Зода терраформировать Землю в условиях, подобных Криптону, и обращается к сенатору США Джун Финч и другим правительственным агентам с просьбой предоставить лицензию на импорт криптонита и доступ к криптонскому разведывательному кораблю, оставшемуся после битвы за Метрополис. Когда Финч отклоняет его просьбы, Лютор убеждает доверчивого коллегу Финч, сенатора Барроуза, предоставить ему доступ к кораблю, разжигая неприязнь к Финч. Он тайно провозит криптонит контрабандой после того, как ему отказали в лицензии.
Лютор устраивает гала-концерт в Метрополисе, приглашая репортёра Кларка Кента (гражданская личность Супермена) для освещения мероприятия и генерального директора «Wayne Enterprises» Брюса Уэйна в качестве гостя. В то время как Кларк расспрашивает Брюса о его мыслях о линчевателе Бэтмене, которым на самом деле является Уэйн, двое спорят о действиях Супермена и Бэтмена, прежде чем Лютор встаёт между ними. Без ведома Кента и Уэйна Лютор настраивал их друг против друга, тайно отправляя отчёты о жестокой форме самосуда Бэтмена в «Daily Planet», чтобы привлечь внимание Кента.
Лютор также манипулирует одним из бывших сотрудников Уэйна, Уоллесом Кифом, который был искалечен во время битвы за Метрополис и считает Супермена ответственным, перехватывая его компенсационные выплаты от «Wayne Enterprises». После того, как Киф достиг дна, он оскверняет статую Супермена и его арестовывают. Лютор вносит за него залог и даёт ему шанс дать показания против Супермена во время его предстоящего публичного судебного разбирательства, и он также снабжает его высокотехнологичной инвалидной коляской. Однако это всё является фарсом, поскольку Лютор прячет бомбу в инвалидном кресле и взрывает её во время суда над Суперменом в здании Капитолия США, убивая сотни людей, включая Финч, Барроуза, Кифа и личную помощницу Лютора, Мерси Грейвз. Обезумевший от того, что он не смог обнаружить бомбу, Супермен скрывается, в то время как Брюс Уэйн просматривает новостной репортаж о разрушении, становясь всё более намеренным убить Супермена.
Брюс, одевшись в Бэтмена, крадёт запас криптонита из «LexCorp», создавая оружие, чтобы сразиться с Человеком из стали. Он также анализирует данные, украденные у Лютора во время гала-концерта, и обнаруживает, что Лютор исследует нескольких металюдей в попытке шантажировать их, отправляя эту информацию другой участнице Диане Принс, одной из металюдей, перечисленных в файлах. Тем временем Лютор похищает Лоис и приёмную мать Кларка, Марту Кент, чтобы выманить его из укрытия. В то время как Супермен спасает Лоис и противостоит ему, Лютор разглагольствует о своём презрении к криптонскому «богу» и раскрывает, что он держит Марту в заложниках в отдалённом месте, угрожая убить её, если Супермен не убьёт Бэтмена, заставляя двух супергероев сражаться. После длительной борьбы Бэтмен почти убивает Супермена своим криптонитовым оружием, пока Лоис не вмешивается, помогая им обоим понять обман Лютора.
После того, как Бэтмен спасает Марту от Князева, Лютор запускает свой «запасной план»: криптонского монстра, созданного с использованием камеры генезиса корабля-разведчика, трупа Зода и крови Лютора. Монстр начинает сеять хаос, и после очередной битвы, в которой участвуют Супермен, Бэтмен, Диана (в качестве Чудо-женщины) и военные, Супермен жертвует собой, чтобы убить его криптонитовым копьём Бэтмена. Затем Лютора арестовывают после неявного общения со Степным Волком на корабле-разведчике, затем отправляют в тюрьму Белль-Рив с обритой головой, так как он не может предстать перед судом из-за невиновности по причине невменяемости. Когда Бэтмен противостоит Лютору в его камере и говорит ему, что его переведут в лечебницу Аркхем, Лютор злорадствует по поводу убийства Супермена, убеждая Бэтмена завербовать металюдей в файлах Лютора для борьбы с потенциальными глобальными угрозами в отсутствие Супермена.

### «Лига справедливости»

#### Театральная версия
Лютор ненадолго появляется во время сцены после титров. Сбежав из тюрьмы после воскрешения Супермена, он приглашает Детстроука на частную яхту, чтобы обсудить создание «своей лиги» в ответ на создание Лиги справедливости.

#### Режиссёрская версия
Лютор появляется в несколько более обширной роли в режиссёрской версии фильма Зака Снайдера по сравнению с театральной версией. В этой версии показано, как он наблюдает за эффектами предсмертного крика Супермена, когда он рассматривал голограмму Степного Волка на криптонском корабле-разведчике перед его арестом. Его побег из тюрьмы после воскрешения Супермена также подробно показан во время эпилога, когда он находит психически ненормального заключённого в Аркхеме, чтобы он занял его место, в то время как сам Лютор незаметно сбегает, а охранник обнаруживает фарс во время переклички. У него более спокойное и утончённое поведение, которое он приписывает «столь необходимой терапии» из Аркхема. Сцена Лютора и Детстроука на яхте заканчивается тем, что Лютор раскрывает Детстроуку секретную личность Бэтмена.

### Другие появления

#### Реклама
Джесси Айзенберг появился в образе Лекса Лютора в рекламной кампании Turkish Airlines, транслировавшейся во время Супербоула 50, в которой он рекламирует полёт в Метрополис в качестве связки с фильмом «Бэтмен против Супермена: На заре справедливости». Во время игры также транслировалась вторая реклама, в которой был Бен Аффлек в образе Брюса Уэйна, и он рекламировал полёт в Готэм-Сити. В частности, была высоко оценена роль Джесси Айзенберга в образе Лекса Лютора в этих рекламных роликах, а Дирк Либби из CinemaBlend отметил, что «он хорошо сочетается с Брюсом Уэйном, играя радушного бизнесмена-миллиардера. Это далеко не тот несколько мультяшный злодей, которого мы видели в клипах из фильма».

#### Пародии
В качестве рекламы «Лиги справедливости Зака Снайдера» на «Позднем шоу со Стивеном Кольбером», ведущий ток-шоу Стивен Кольбер изобразил Лютора в пародии на эпилог фильма, где Лютор ошибочно принял Детстроука за Дэдшота и Дэдпула и ломал четвёртую стену, пытаясь объяснить проблемы с лицензированием персонажей и непрерывностью в DCEU и других супергеройских франшизах, таких как Кинематографическая вселенная Marvel, серия фильмов о Людях Икс и Вселенная Человека-паука от Sony.

## Реакция
Выбор Айзенберга на роль Лютора удивил многих. Дэниел Дистант из The Christian Post выразил заинтересованность тем, как «нехарактерный для образа» Айзенберг изобразит Лютора на момент объявления кастинга, а другие изначально полагали, что Айзенберг был «слишком молод», чтобы изобразить Лютора, который обычно изображён в среднем возрасте. Его игра в фильме «Бэтмен против Супермена» получила в основном негативные отзывы, как и сам фильм, и он позже получил премию «Золотая малина» за худшую мужскую роль второго плана. Энди Скотт из Grunge.com конкретно написал, что Айзенберг «переборщил» со своей игрой, также неблагоприятно сравнивая его Лютора с объединением его образа Марка Цукерберга в «Социальной сети» и образа Джокера Хита Леджера в «Тёмном рыцаре».
Однако в ретроспективном, более позитивном обзоре фильма в 2020 году Трэвис Бин из «Forbes» написал, что игра Айзенберга, которую он описал как, по сути, «злую, бредовую версию основателя Facebook», была «неправильно понята» большинством зрителей при первом просмотре в 2016 году, и что в 2020 году «захватывающий взгляд Айзенберга на самого отвратительного, разрушительного злодея вселенной DC был бы невероятно уместен в нашем нынешнем нестабильном политическом климате». Ренальдо Матадин из CBR.com вновь вернулся к кастингу Айзенберга на роль Лютора после просмотра выступления актёра в «Вивариуме» и оценил то, что увидел в нём Зак Снайдер. Он высказал мнение, что «„Вивариум“ — это яркое напоминание о том, как творящий добро Лекс стремится быть тем, кто творит плохие вещи во имя справедливости».

## Комментарии
1. ↑  В расширенной версии «Бэтмена против Супермена: На заре справедливости» показано, что бомба была заключена в свинец, один из немногих материалов, которые могут блокировать рентгеновское зрение Супермена.
2. ↑  Эта сцена должна была быть тизером к оригинальной версии «Бэтмена», в котором Бэтмен, в исполнении Бена Аффлека из DCEU, должен был сразиться с Детстроуком.